# Silent Jealousy
«Silent Jealousy» — песня японской метал-группы X Japan (на тот момент — X), выпущенная в качестве сингла 11 сентября 1991 года.

## О песне
По структуре песня похожа на «Kurenai»: начинается со вступления на одном инструменте, затем композиция переходит в спид-метал с симфоническими элементами. Пианинный бридж включает короткий отрывок из «Лебединого озера» Петра Чайковского. Ёсики охарактеризовал песню как очень быструю и весьма трудную для исполнения и сказал, что, хотя люди могут назвать гитарный рифф хеви-металом, он рассматривает его как панк. Он добавил: «Я сильно люблю панк-рок и хотел, чтобы композиция была одновременно и панковой, и мелодичной насколько это возможно. В этом большое противоречие. Панк-рок не имеет ничего общего с оркестром, но я пытался совместить эти две цели».
Сторона «Б» сингла содержит изменённую версию песни «Sadistic Desire», изначально вошедшей в первый альбом Vanishing Vision. Концертные версии «Silent Jealousy» вышли на сингле 1991 года «Say Anything», а также на концертном альбоме On the Verge of Destruction, записанном во время выступления группы 7 января 1992 года в «Токио Доум».
21 ноября 1993 года SME Records выпустила короткометражный фильм X² (яп. ダブルエックス дабуру эккусу) по мотивам манги X, созданной художественным коллективом Clamp. Фильм содержит иллюстрации манги на фоне песен «Silent Jealousy», «Kurenai» и «Endless Rain», а также видеоклип на песню «X», режиссёром которого выступил Сигэюки Хаяси.
Австралийская метал-группа Lord включила кавер-версию «Silent Jealousy» в качестве бонусной композиции в японское издание альбома Ascendence (2007). Вокалистом выступил Хидэаки Нива. Финская пауэр-метал-группа Sonata Arctica исполняла фрагмент песни во время одного из концертов в Японии. По мнению вокалиста группы Тони Какко, песня «поистине блестящая», однако в некоторых местах «сверхбыстрая», что не совсем подходит к стилю Sonata Arctica. Также песня использовалась для выхода рестлера Криса Джерико во время его возвращения в Японию.

## Коммерческий успех
Песня заняла 3-е место в чарте Oricon и пребывала в нём 18 недель. В 1991 году продажи сингла составили 234 950 копий, таким образом он стал 58-м самым продаваемым синглом года и получил золотую сертификацию Японской ассоциации звукозаписывающих компаний.

## Список композиций
Автор слов — Ёсики.
| №  | Название          | Музыка | Длительность |
| -- | ----------------- | ------ | ------------ |
| 1. | «Silent Jealousy» | Ёсики  | 7:19         |
| 2. | «Sadistic Desire» | Хидэ   | 6:05         |

## Участники записи
- Тоси — вокал
- Пата — гитара
- Хидэ — гитара
- Тайдзи — бас-гитара
- Ёсики — ударные, клавишные